# Армстронг, Уильям Лестер
Уи́льям Лестер «Билл» А́рмстронг (англ. William Lester Armstrong; 16 марта 1937 — 5 июля 2016) — американский бизнесмен и политик, член Республиканской партии, член Палаты представителей Соединенных Штатов Америки и сенатор от штата Колорадо.

## Биография
Армстронг родился в городе Фримонт, штат Небраска. После учебы в Тулейнском университете и Миннесотском университете, не получив степени, он служил в Национальной гвардии США с 1957 по 1963 год.
В 1972 году Армстронг был избран членом Палаты представителей Соединенных Штатов в 93-й Конгресс. Он был переизбран на 94-й и 95-конгрессы (3 января 1973 года—3 января 1979 года). В 1978 году Армстронг был избран в Сенат Соединенных Штатов, победив действующего демократа Флойда К. Хаскелла. Он был переизбран в 1984 году и работал с 3 января 1979 г. по 3 января 1991 года. Во время работы в сенате США, Армстронг был председателем Комитета республиканской политики (в 99-м и 101-м Конгрессах). Армстронг решил уйти в отставку и не добился переизбрания в 1990 году.
Армстронг был президентом Христианского университета в Колорадо с 2006 по 2016 год.